# Future-Worm!
Future-Worm! (bra: Minhoca do Futuro) é uma série de televisão animada de ficção científica estadunidense criada por Ryan Quincy, que criou anteriormente a IFC's Out There, para a Disney XD. O show apresenta as aventuras de Danny e Minhoca do Futuro, que viajam no tempo usando uma máquina do tempo em forma de lancheira.

## História
O show segue Danny Douglas, um garoto de 13 anos que, depois de inventar uma lancheira da máquina do tempo, a envia de volta no tempo. No entanto, foi eliminado no futuro à medida que os futuros cientistas o descobrissem. Por causa de seu tamanho pequeno, os cientistas usam um verme e o transformam em Minhoca do Futuro, um verme com Visor de Foto Receptor, Abs Reforçado com Titânio e uma Barba à Prova de Bala. Ele viaja de volta à linha do tempo de Danny quando o garoto encontra o verme e concorda em fazer amizade com ele. A vida de Danny acaba mudando para sempre, pois ele tem as melhores aventuras, entra no passado, presente e futuro, conhece novos recrutas e procura a ajuda de seu amigo Bug.